# 不破央
不破 央（ふわ ひさし、1968年10月22日 - ）は、静岡県富士市生まれの元競泳選手。元100m平泳ぎ日本記録保持者。水中パフォーマンス集団「トゥリトネス」主宰。日本大学経済学部卒業。

## 来歴

### 競泳
夏は暑いことに気付き、小学一年生でスイミングクラブ入会。スポーツクラブNAS所属の中学生時代、日本選手権の男子100m平泳ぎで2回の優勝（1984年、1986年）を果たし、春日部共栄高校、日本大学、山形富士通まで現役を続けた。
1986年6月8日、国際競技会派遣選手選考会（倉敷）で100 m平泳ぎの日本記録を更新。1986年9月、ソウルで行われたアジア大会100m平泳ぎでは、絶対的優勝候補ながら2位に終わる。1986年12月5日、全米オープン（フロリダ）で自身の日本記録を塗り替えて優勝したが、その後は低迷した。

### 青年海外協力隊
1992年、バルセロナオリンピックの代表から漏れた後、富士通退社と同時に現役を引退。翌年、青年海外協力隊としてグアテマラに渡った。水泳普及と選手育成に携わる中、川で練習する弱小水泳チーム「トゥリトネス」と出会い、生活の中のスポーツの在り方について深く考えさせられることに。

### 水中パフォーマー
1995年に帰国後、演劇の世界に入る。やりたい演劇を模索中に「クラウン（道化師）」の表現方法と出会い、技に磨きをかけるためワークショップやアメリカでのキャンプに多数参加。その後、水泳とクラウンを融合させたパフォーマンスチーム「トゥリトネス」を旗揚げした。1998年、テレビ朝日「ニュースステーション」の特集「水の道化師」で紹介され、知名度が上がる。演目にはアーティスティックスイミングのみならず、後ろに進むクロールなどの変則泳法、男性パフォーマーによるアクロバティックな技など、難易度が高いものも含まれる。ショーで演じる「おーちゃん」の名は、テレビ番組で山本寛斎氏と共演した際、「君の名前は『おう』と読めるね。世界中の人が発音できるからそれにしなさい」と命令されたのが由来である。
映画『ウォーターボーイズ』、テレビドラマ『WATER BOYS』、『WATER BOYS2』、『WATER BOYS2005』では水中演技を指導。公演で見せる「ひょうきんさ」を封印して鬼コーチとなった。また、シンクロ日本代表の表現指導コーチを務めた際に手掛けた演出は、海外で高い評価を得た。
前述の映像作品を模したパフォーマンスがブームとなり、それらの普及と安全対策啓蒙のため、「日本ダンススイミング協会」を設立し、会長に就任。2007年から開催しているダンススイミングフェスティバルには、全国の団体が出場している。
2018年にトゥリトネススイミング有明を開業し、経営、指導、選手育成をおこなっている。
活動26年目を迎えた2024年元日、年内での水中パフォーマー引退を発表。後日、映像作家の竹内佳嗣氏が最後の十ヵ月に密着し、ドキュメンタリー映画を制作することが決まった。
2024年12月22日の引退公演にて、出演数は1,015回に達した。
2025年4月、第1回JICA海外協力隊 帰国隊員イグ社会還元表彰 受賞。タイトルは『ハピネス♡スプラッシュ！水中のピエロにみ～んな大爆賞』
2025年5月15日、住める映画館OttOにて、『The Swimming Clown｜水の導化師の物語』が公開された。

## 人物
- デザインを得意としており、トゥリトネスに関する目に触れるもの全てをデザインしている。
- 元陸上競技100m日本記録保持者の不破弘樹はまたいとこに当たる[3]。

## 著書
- 『水泳の指導法がわかる本: よくわかるDVDシリーズ』（小学館、2012）ISBN 4091067220
- 『ドラえもんの体育おもしろ攻略 水泳がみるみる上達する』（監修、小学館、2015）ISBN 4092538707
- 『必ずうまくなる!!水泳 基本と練習法』（コズミック出版、2024）ISBN 4864902623